# Támara (ort)
Támara är en ort i Honduras.   Den ligger i departementet Departamento de Francisco Morazán, i den sydvästra delen av landet, 16 km nordväst om huvudstaden Tegucigalpa. Támara ligger 1 304 meter över havet och antalet invånare är 2 683.
Terrängen runt Támara är kuperad. Runt Támara är det mycket tätbefolkat, med 1 819 invånare per kvadratkilometer. Närmaste större samhälle är Tegucigalpa, 15,6 km sydost om Támara. 